# Еница (язовир)
Еница е язовир в България разположен на река Енишка.

## Местоположение
Разположен е на територията на община Кнежа, Плевенска област. Намира се на 3,10 km западно от село Еница и е кръстен на селото. Пътищата са чакълени и може да се стигне с автомобил.

## Флора и фауна
В язовира се срещат различни видове риба: платика, таранка, сом и костур.

## Ползи и нужди
Язовирът се ползва с цел напояване и за съхраняване на зимни води от водосбора на същия язовир.